# University of Texas at Austin Women's Volleyball 2020
Questa voce raccoglie le informazioni riguardanti la University of Texas at Austin Women's Volleyball nella stagione 2020.

## Stagione
La University of Texas at Austin partecipa alla Big 12 Conference per la venticinquesima volta, conquistando il tredicesimo titolo della propria storia.
Al torneo NCAA Division I, interamente tenutosi al CHI Health Center Omaha di Omaha, scende in campo con la testa di serie numero 4, eliminando al secondo turno la Wright State, alle sweet sixteen la Penn State e alle elite eight la Nebraska. In final-four si sbarazza della Wisconsin, testa di serie numero 1, in semifinale, vincendo con un secco 3-0, prima di essere sconfitta in quattro set dalla Kentucky

## Organigramma societario
Area direttiva
- Presidente: Chris Del Conte

Area organizzativa
- Direttore delle operazioni: Nathan Mendoza

Area tecnica
- Allenatore: Jerritt Elliott
- Allenatore associato: Tonya Johnson, Erik Sullivan
- Coordinatore reclutamento: Tonya Johnson
- Coordinatore tecnico: Erik Sullivan
- Assistente allenatore volontario: Reily Buechler
- Allenatore associato anziano: DeAnn Koehler
- Preparatore atletico: Donnie Maib
- Coordinatore video: Jesse Sultzer

## Rosa
| N° | Nome             | Ruolo | Data di nascita   | Nazionalità sportiva | Anno             |
| -- | ---------------- | ----- | ----------------- | -------------------- | ---------------- |
| 1  | Madison Williams | S     | 3 dicembre 2001   | Stati Uniti          | Freshman         |
| 2  | Jhenna Gabriel   | P     | 11 marzo 2000     | Stati Uniti          | Junior           |
| 4  | Melanie Parra    | S     | 12 settembre 2002 | Messico              | Freshman         |
| 5  | Skylar Fields    | O     | 17 febbraio 2001  | Stati Uniti          | Sophomore        |
| 7  | Asjia O'Neal     | C     | 23 ottobre 1999   | Stati Uniti          | Sophomore        |
| 8  | Sydney Petersen  | L     | -                 | Stati Uniti          | Junior           |
| 9  | Ashley Shook     | P     | 9 settembre 1998  | Stati Uniti          | Senior           |
| 10 | Brionne Butler   | C     | 21 gennaio 1999   | Stati Uniti          | Junior           |
| 12 | Nalani Iosia     | L     | -                 | Stati Uniti          | Freshman         |
| 13 | Adhuoljok Malual | S     | 14 novembre 2000  | Italia               | Freshman         |
| 15 | Molly Phillips   | C     | 31 gennaio 2001   | Stati Uniti          | Sophomore        |
| 16 | Morgan O'Brien   | L     | 15 maggio 1999    | Stati Uniti          | Graduate student |
| 19 | Reilly Heinrich  | L     | -                 | Stati Uniti          | Freshman         |
| 24 | Naomi Cabello    | P     | -                 | Stati Uniti          | Freshman         |
| 33 | Logan Eggleston  | S     | 13 novembre 2000  | Stati Uniti          | Junior           |

## Mercato
| Acquisti | Acquisti         | Acquisti         | Acquisti   |
| R.       | Nome             | da               | Modalità   |
| -------- | ---------------- | ---------------- | ---------- |
| P        | Naomi Cabello    | East Ridge HS    | definitivo |
| L        | Reilly Heinrich  | Rouse HS         | definitivo |
| L        | Nalani Iosia     | Redondo Union HS | definitivo |
| S        | Adhuoljok Malual | Academy Sassuolo | definitivo |
| S        | Melanie Parra    | Tigrillas UANL   | definitivo |
| S        | Madison Williams | Lake Ridge HS    | definitivo |

| Cessioni | Cessioni           | Cessioni           | Cessioni   |
| R.       | Nome               | a                  | Modalità   |
| -------- | ------------------ | ------------------ | ---------- |
| C        | Orie Agbaji        | -                  | ritirata   |
| P        | Riley Fisbeck      | Alabama            | definitivo |
| L        | Claire Hahn        | -                  | ritirata   |
| L        | Autumn Rounsaville | -                  | ritirata   |
| S        | Micaya White       | Criollas de Caguas | definitivo |

## Statistiche

### Statistiche di squadra
| Competizione                      | Punti | In casa | In casa | In casa | In trasferta | In trasferta | In trasferta | Campo neutro | Campo neutro | Campo neutro | Totale | Totale | Totale |
| Competizione                      | Punti | G       | V       | P       | G            | V            | P            | G            | V            | P            | G      | V      | P      |
| --------------------------------- | ----- | ------- | ------- | ------- | ------------ | ------------ | ------------ | ------------ | ------------ | ------------ | ------ | ------ | ------ |
| Big 12 Conference NCAA Division I | .931  | 14      | 13      | 1       | 10           | 10           | 0            | 5            | 4            | 1            | 29     | 27     | 2      |
| Totale                            | .931  | 14      | 13      | 1       | 10           | 10           | 0            | 5            | 4            | 1            | 29     | 27     | 2      |

G = partite giocate; V = partite vinte; P = partite perse

### Statistiche dei giocatori
| Giocatrice   | Big 12 Conference NCAA Division I | Big 12 Conference NCAA Division I | Big 12 Conference NCAA Division I | Big 12 Conference NCAA Division I | Big 12 Conference NCAA Division I | Totale | Totale | Totale | Totale | Totale |
| Giocatrice   | P                                 | PT                                | AV                                | MV                                | BV                                | P      | PT     | AV     | MV     | BV     |
| ------------ | --------------------------------- | --------------------------------- | --------------------------------- | --------------------------------- | --------------------------------- | ------ | ------ | ------ | ------ | ------ |
| B. Butler    | 29                                | 292                               | 213                               | 79                                | 0                                 | 29     | 292    | 213    | 79     | 0      |
| N. Cabello   | 15                                | 3,5                               | 1                                 | 2,5                               | 0                                 | 15     | 3,5    | 1      | 2,5    | 0      |
| L. Eggleston | 29                                | 545,5                             | 468                               | 29,5                              | 48                                | 29     | 545,5  | 468    | 29,5   | 48     |
| S. Fields    | 29                                | 361                               | 327                               | 33                                | 1                                 | 29     | 361    | 327    | 33     | 1      |
| J. Gabriel   | 29                                | 45                                | 16                                | 17                                | 12                                | 29     | 45     | 16     | 17     | 12     |
| R. Heinrich  | 11                                | 5                                 | 1                                 | 0                                 | 4                                 | 11     | 5      | 1      | 0      | 4      |
| N. Iosia     | 29                                | 25                                | 0                                 | 0                                 | 25                                | 29     | 25     | 0      | 0      | 25     |
| A. Malual    | 4                                 | 15                                | 11                                | 4                                 | 0                                 | 4      | 15     | 11     | 4      | 0      |
| M. O'Brien   | 27                                | 28                                | 1                                 | 0                                 | 27                                | 27     | 28     | 1      | 0      | 27     |
| A. O'Neal    | 29                                | 303                               | 222                               | 63                                | 18                                | 29     | 303    | 222    | 63     | 18     |
| M. Parra     | 9                                 | 91,5                              | 76                                | 4,5                               | 11                                | 9      | 91,5   | 76     | 4,5    | 11     |
| S. Petersen  | 29                                | 16                                | 0                                 | 0                                 | 16                                | 29     | 16     | 0      | 0      | 16     |
| M. Phillips  | 29                                | 196,5                             | 151                               | 45,5                              | 0                                 | 29     | 196,5  | 151    | 45,5   | 0      |
| A. Shook     | 14                                | 6,5                               | 2                                 | 4,5                               | 0                                 | 14     | 6,5    | 2      | 4,5    | 0      |
| M. Williams  | 2                                 | 5,5                               | 5                                 | 0,5                               | 0                                 | 2      | 5,5    | 5      | 0,5    | 0      |

P = presenze; PT = punti totali; AV = attacchi vincenti; MV = muri vincenti; BV = battute vincenti

NB: I muri singoli valgono una unità di punto, mentre i muri doppi e tripli valgono mezza unità di punto; anche i giocatori nel ruolo di libero sono impegnati al servizio